# Presnoy
Presnoy ist eine französische Gemeinde mit 256 Einwohnern (Stand: 1. Januar 2022) im Département Loiret in der Region Centre-Val de Loire. Sie ist Teil des Kantons Lorris im Arrondissement Montargis. 

## Geographie

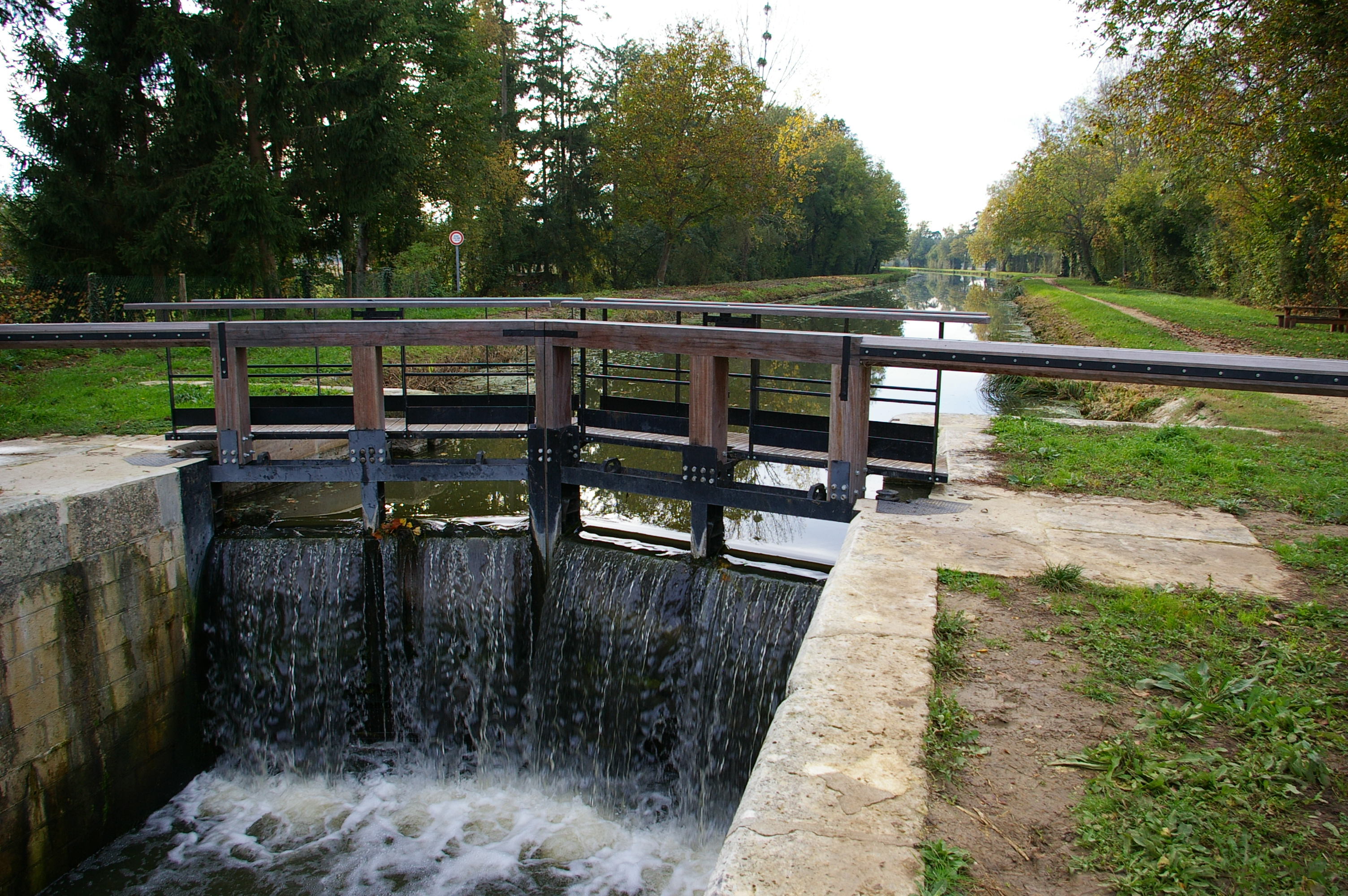
Schleuse am Canal d’Orléans

Presnoy liegt etwa 44 Kilometer östlich von Orléans. Durch die Gemeinde führt der Canal d’Orléans. Umgeben wird Presnoy von den Nachbargemeinden Villemoutiers im Norden, Chevillon-sur-Huillard im Osten, Thimory im Südosten, Chailly-en-Gâtinais im Süden und Südwesten sowie Auvilliers-en-Gâtinais im Westen.

## Bevölkerungsentwicklung
| 1962                       | 1968 | 1975 | 1982 | 1990 | 1999 | 2006 | 2018 |
| -------------------------- | ---- | ---- | ---- | ---- | ---- | ---- | ---- |
| 237                        | 229  | 187  | 147  | 175  | 164  | 232  | 245  |
| Quellen: Cassini und INSEE |      |      |      |      |      |      |      |

## Sehenswürdigkeiten
- Kirche Saint-Pierre-et-Saint-Paul